# Ivana Šmakalová

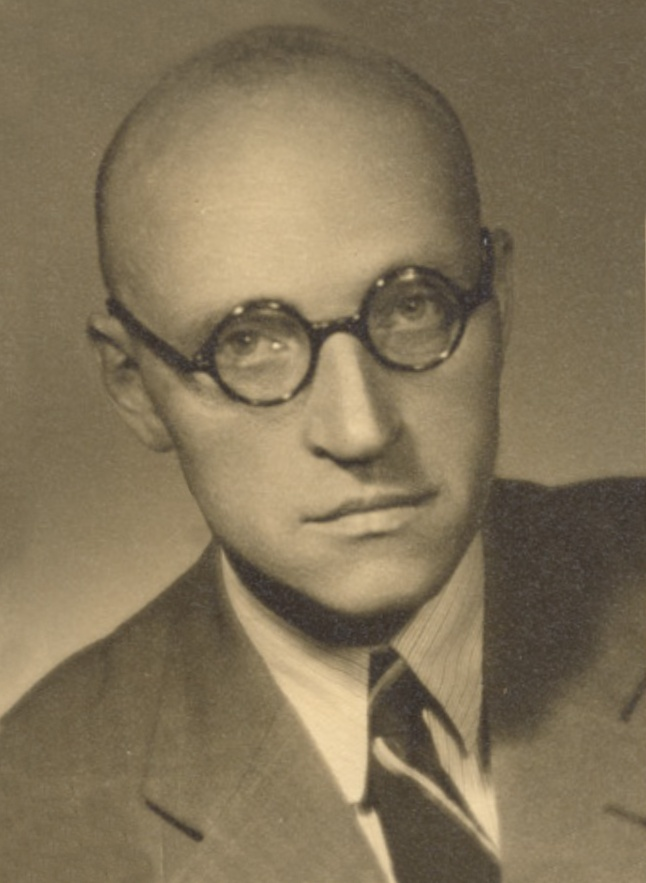
Její manžel MUDr. František Šmakal

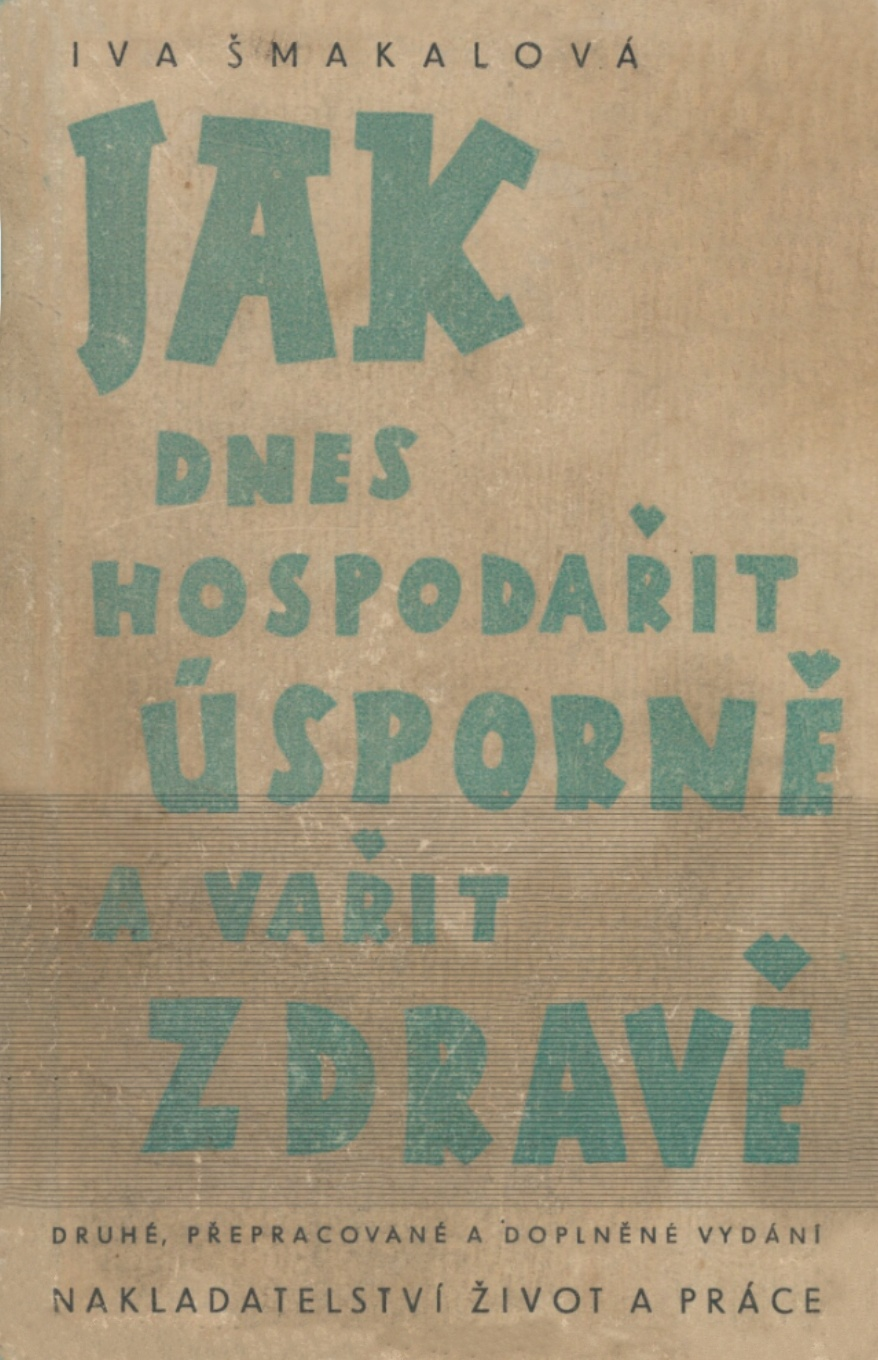
Titulní stránka její knihy Jak dnes hospodařit úsporně a vařit zdravě vydané v roce 1941

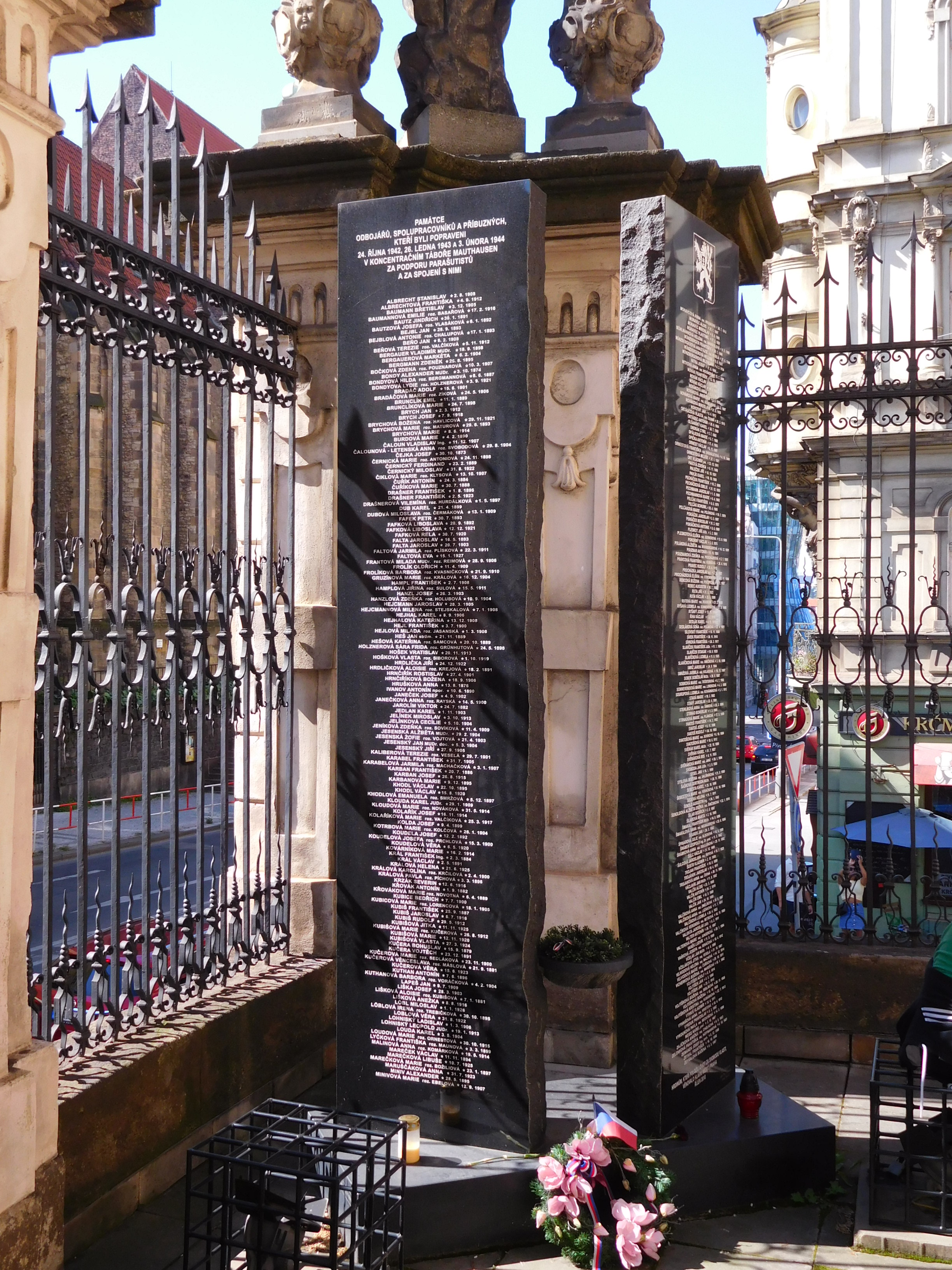
Pomník odbojářům popraveným a umučeným v souvislostí s operací Anthropoid (Resslova ulice)

Ivana Šmakalová, někdy uváděna jako Iva Šmakalová, rozená Neubauerová, (23. června 1888 Praha – 24. října 1942 koncentrační tábor Mauthausen) byla za protektorátu sekretářkou Československého červeného kříže (ČSČK). Ve své publikační činnosti se zabývala otázkami z oblasti ekonomické sociologie a problematikou zdravé výživy. Spolu se svým manželem MUDr. Františkem Šmakalem se aktivně zapojila do domácího protiněmeckého odporu.

## Život
Ivana Šmakalová se narodila 23. června 1888 v Praze jako Ivana Neubauerová.

### Studia a práce (až do svatby v roce 1923)
Během středoškolského studia na gymnáziu v Praze zvládla ještě soukromou výuku francouzského jazyka a tato svá studia završila v roce 1908 úspěšně složenou zkouškou určenou pro učitele francouzštiny. Následně absolvovala jeden školní rok trvající (1908 až 1909) studium na gymnáziu ve Švýcarsku (Morges, kanton de Vaud). Na Zemské klinice pro matky a kojence v Praze zvládla v roce 1911 šest měsíců trvající kurz určený pro ošetřovatelky velmi malých dětí (a kojné). V letech 1911 až 1917 vyučovala na obecných školách v Praze předmět francouzský jazyk.
V sociologické sekci pražské univerzity studovala (v letech 1912 až 1915) sociologii a praktickou sociální práci. Kontakty s Alicí Masarykovou později během první světové války zařadily Ivanu Neubauerovou na seznam politicky pronásledovaných osob. Přibližně ve stejné době (v letech 1912 až 1916) vykonávala funkci správce kliniky pro kojence a matky s dětmi.
Po absolvování (v roce 1919) letní školy určené pro sociální pracovníky, která byla řízena americkými sociálními pracovníky v Praze začala po roce 1919 pracovat v ústředí Československého červeného kříže (ČSČK) ve funkci tajemnice předsedkyně této organizace.

### V ČSČK
Dne 3. července 1923 v Praze se PhDr. Ivana Neubauerová vdala za MUDr. Františka Šmakala (a přijala jeho příjmení Šmakalová). Od roku 1923 pracovala Ivana Šmakalová v ČSČK, kde jí byla svěřena oblast (referát), jejíž součástí byly přednášky, kurzy o výživě, výstavy a spolupráce s tiskem. Kromě toho se Ivana angažovala i v některých dalších českých sociálních institucích a v ženském hnutí (např. jako místopředsedkyně Ústředí československých hospodyň). Zde se soustředila na problematiku zásad úsporné výživy, usnadnění práce v domácnosti a na otázky související s právy spotřebitelů.
S orientací na tuto problematiku souviselo i její soukromé studium výživy. To absolvovala v roce 1926 u profesora fyziologie na pražské univerzitě Dr. Honse a Dr. Marie Podzimkové, pozdější přednostky výživového oddělení Státního hygienického ústavu v Praze. V roce 1928 absolvovala Iva Šmakalová letní školu YWCA (vedenou slečnou Mary Dingmanovou) pro průmyslové otázky v německém Bredeneecku.

### Na Slovensku (1934 až 1937)
V rozmezí let 1933 až 1937 byl MUDr. František Šmakal ředitelem Slovenské divize ČSČK. Sídlo této organizace se nacházelo, zásluhou Alice Masarykové, v městě Martině, kam se za svým manželem Ivana Šmakalová v roce 1934 přestěhovala. Manželé si v tomto regionu plánovali svoje další pobývání, zakoupili si menší dům v Martině a nechali si postavit chatku (v lokalitě Kučerkovo u Bystričky), kde se setkávali se svými příbuznými, kolegy, přáteli (např. T. G. Masarykem a s členy jeho širší rodiny).
V Martině se Iva Šmakalová zapojila do organizování činnosti ČSČK na Slovensku a krom toho dále pokračovala její úzká spolupráce s Alicí Masarykovou, jejímž výsledkem byla (mimo jiné) kniha s názvem Československý červený kříž. Tato 85stránková publikace vyšla v Praze v roce 1935 a čtenářům přibližovala poslání a práci této organizace.
V roce 1936 absolvovala Šmakalová školicí kurz pro dobrovolné ošetřovatelky Červeného kříže. V tomto roce (1936) byla také publikována její studie o slovenské venkovské komunitě v regionu Turiec s názvem Integrální vesnice. Popud k této práci dala autorce dr. Alice Masaryková, která měla na turčianskou obec Horní Jaseno silné vazby již od dětství. Studie byla primárně určena jako referát na třetí mezinárodní konferenci sociální práce. Ta se uskutečnila v červenci 1936 v Londýně a měla na programu problematiku vztahu mezi soudobou sociální prací a lokálními společenstvími. Tato publikace (vlastně první sociologická práce toho druhu na Slovensku) byla prvotně napsána pro anglické vydání, ale na základě rozhodnutí Sociálního ústavu ČSR a díky finanční pomoci Slovenské krajiny vyšla v témže roce (1936) i ve slovenštině.

### Zpět v Praze
Plány manželů Šmakalových na společné pobývání na Slovensku se neuskutečnily. Iva Šmakalová opustila Slovensko v roce 1937 a počátkem roku 1938 odešel MUDr. František Šmakal z Martina zpátky do Prahy, aby se tam ujal funkce přednosty ČSČK. V Praze pokračovala Iva Šmakalová v práci pro ČSČK. V publikační činnosti se věnovala otázkám zdravé výživy, což reflektovala i její kniha s názvem Jak dnes hospodařit úsporně a vařit zdravě: rozhovory s hospodyněmi z podzimu 1940. Původně 120stránková knížka byla vydána poprvé v roce 1940 a její rozšířené druhé vydání (147 stran) vyšlo v roce 1941.

### Odbojová činnost

#### Začátek německé okupace
Po záboru Sudet Německem (1. října 1938) se manželé Šmakalovi rozhodli, že budou chránit před německou konfiskací všechny fondy Červeného kříže. Oba dva byli členy YMCA, František vykonával funkci ředitele České divize ČSČK a Ivana působila jako tajemnice PhDr. Alice Masarykové. Záhy po obsazení Čech, Moravy a Slezska nacistickým Německem (15. března 1939) se tak oba dva zapojili do domácího protiněmeckého (II.) odboje.
V protektorátní době bydleli manželé Šmakalovi v domě na adrese: Nad vojenským hřbitovem 707/3, 169 00 Praha 6 - Střešovice (německy se ulice jmenovala: Am Kriegerfriedhof). Poté, co němečtí okupanti úředně zakázali a v srpnu 1940 rozpustili Československý červený kříž, přešel MUDr. František Šmakal na Ministerstvo sociální a zdravotní správy. Současně se mu podařilo zachránit některé finanční prostředky z bývalého majetku rozpuštěného Československého červeného kříže před Němci a z těchto finančních zdrojů následně podporoval domácí odboj. (Některé z těchto prostředků šly na podporu rodin zatčených nebo popravených odbojářů.)

#### Vlastní ilegální činnost
Do většiny ilegálních aktivit svého manžela MUDr. Františka Šmakala se zapojila i jeho manželka, blízká spolupracovnice v ČSČK, historička PhDr. Ivana Šmakalová. Ta například předala parašutistovi a radistovi četaři Jiřímu Potůčkovi text depeše sestavené Ústředním vedením odboje domácího (ÚDODem), ve které tento orgán vyjadřoval pochybnosti nad účelností fyzické likvidace zastupujícího říšského protektora Reinharda Heydricha. Ivana Šmakalová spolupracovala i se sekretářem pražského ústředí YMCA a vedoucím funkcionářem ilegální organizace ÚVOD JUDr. Rudolfem Marešem a prostřednictvím Františka Drašnera i s jedním z hlavních představitelů domácího nekomunistického odboje profesorem Vladimírem Krajinou a dostala se do kontaktu i s radikálním sokolským odbojářem Janem Zelenkou-Hajským.

Její spolupracovníci v odboji
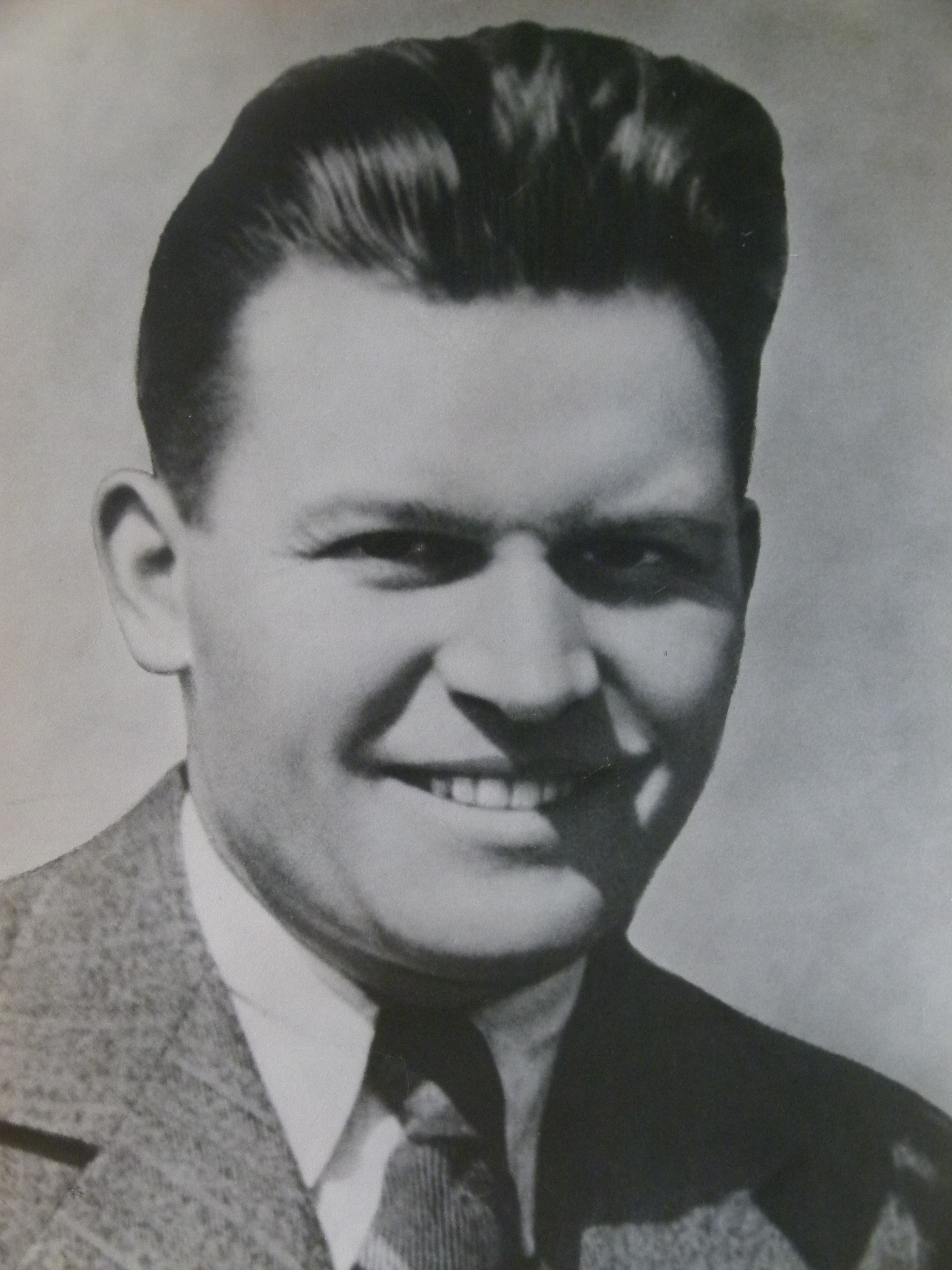
Rudolf Mareš
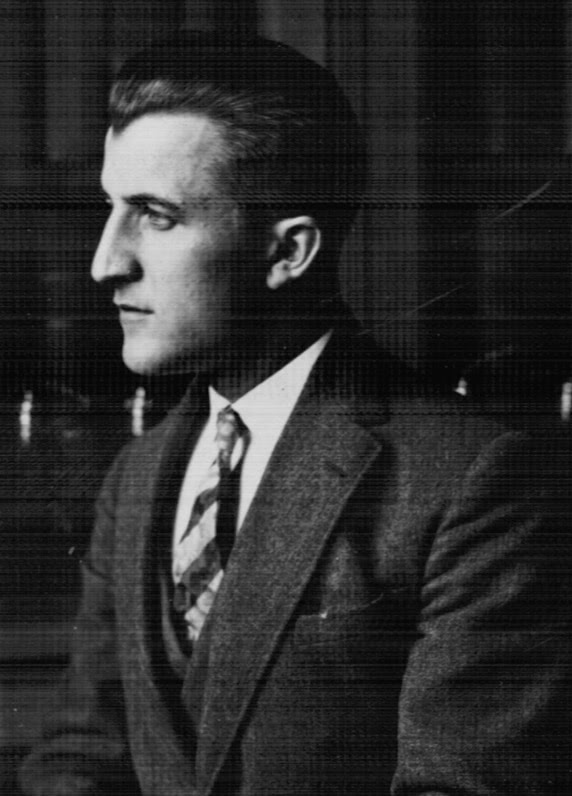
Vladimír Krajina
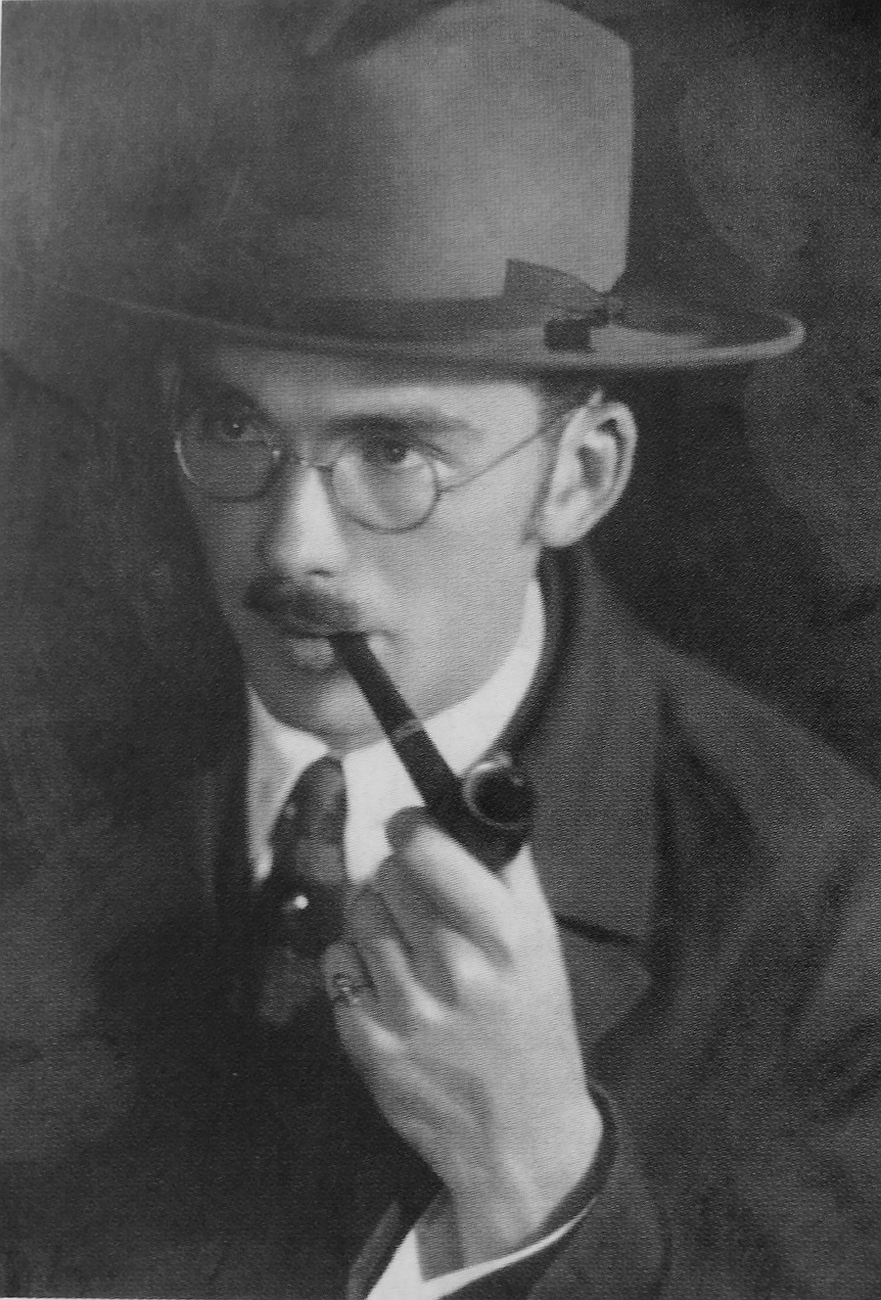
Jan Zelenka-Hajský

### Zatčení, výslechy, věznění, ...
Oba manželé Šmakalovi byli zatčeni gestapem v Praze 21. července 1942 v 19.00 hodin. Následně byli vyslýcháni v centrální úřadovně gestapa v Petschkově paláci a vězněni v Praze na Pankráci. Německý stanný soud v Praze je odsoudil v nepřítomnosti k trestu smrti. Ivana Šmakalová byla odsouzena k trestu smrti při zasedání stanného soudu v Praze dne 5. října 1942.
Následně byli manželé Šmakalovi přemístěni do policejní věznice v Malé pevnosti Terezín a odtud pak byli hromadným transportem s ostatními pomocníky (podporovateli) a příbuznými parašutistů deportováni 22. října 1942 do koncentračního tábora Mauthausen. Tam transport dorazil 23. října 1942 a následujícího dne (24. října 1942) byla Ivana Šmakalová zavražděna střelou z malorážní pistole do týla v odstřelovacím koutě mauthausenského „bunkru“ při fiktivní lékařské prohlídce. Její manžel MUDr. František Šmakal byl usmrcen na stejném místě a identickým způsobem téhož dne.

## Publikační činnost
- MASARYKOVÁ, Alice G. a ŠMAKALOVÁ, Iva, ed. Československý červený kříž. V Praze: [nakladatel není známý], 1935; 85 stran.
- ŠMAKALOVÁ, Iva. An integral village: Study of a Slovak rural community. (Integrální vesnice: Studie slovenské venkovské komunity) Prague: Czechoslovak social institute, 1936; 10, [II] s. (spisek z oblasti ekonomické sociologie, sociologie institucí, lidských sídel a komunit); v angličtině
- ŠMAKALOVÁ, Iva a MATUŠÍK, Bohumil, ed. Integrálna dedina: Štúdia slovenskej zemianskej dediny v Turci. Praha: Sociální ústav ČSR, 1936 111 stran.
- ŠMAKALOVÁ, Iva. Jak dnes hospodařit úsporně a vařit zdravě: rozhovory s hospodyněmi z podzimu 1940. V Praze: Pokrok, 1940; 121 stran + [1] s. Knihovna české rodiny; svazek 1.
- ŠMAKALOVÁ, Iva. Jak dnes hospodařit úsporně a vařit zdravě. 2., přepracované a doplněné vydání; Praha: Život a práce, 1941; 147 stran + [1] s.

## Připomínky
- Její jméno (Šmakalová Ivana roz. Neubauerová *23.6.1888) i jméno jejího manžela (Šmakal František MUDr. *14.9.1896) jsou uvedena na pomníku při pravoslavném chrámu svatého Cyrila a Metoděje (adresa: Praha 2, Resslova 9a).[10] Pomník byl odhalen 26. ledna 2011 a je součástí Národního památníku obětí heydrichiády.[1][2][6][14]
- Symbolický hrob (kenotaf) manželů Šmakalových se nachází na Krčském hřbitově (hřbitov na Zelené lišce v Praze[8][10] Nuslích, kde je následující text: NA PAMÁTKU MUDr. FRANTIŠKA ŠMAKALA A JEHO CHOTI IVY ROZ. NEUBAUEROVÉ, KTEŘÍ BYLI POPRAVENI 24. 10. 1942 V MAUTHAUSENU.[6]
- Jména manželů Šmakalových připomíná pamětní deska věnovaná Obětem 2. světové války umístěná v budově základní školy na adrese Praha 6, Norbertov 126/1, Střešovice.[6] Na desce je nápis: 1938-1945 / OBĚTOVALI SVÉ ŽIVOTY ZA SVOBODU VLASTI / následuje výčet jmen ... / DR ŠMAKAL FRANTIŠEK, ŠMAKALOVÁ IVA / .... následuje výčet jmen.[10][15]

### Poznámky

Někteří spoluodsouzení s Ivanou Šmakalovou
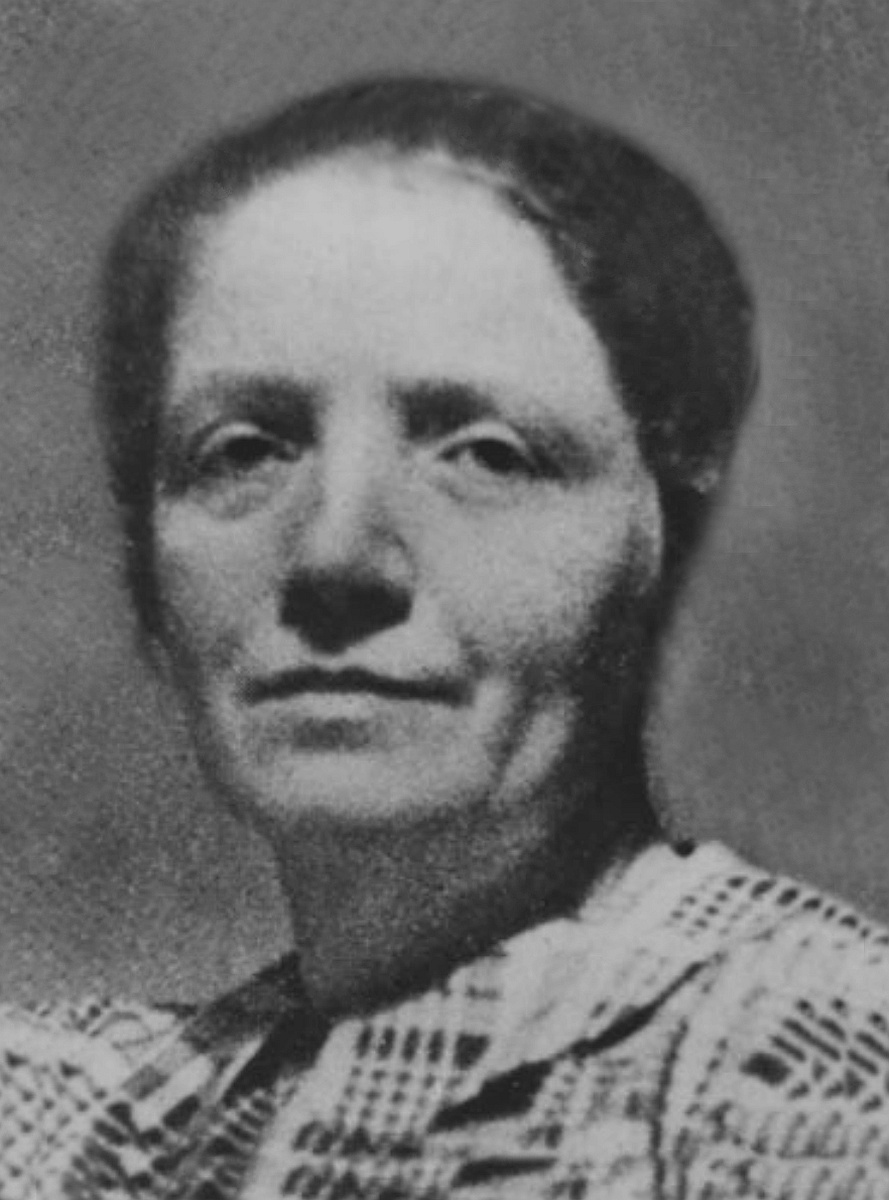
Vilemína Drašnerová
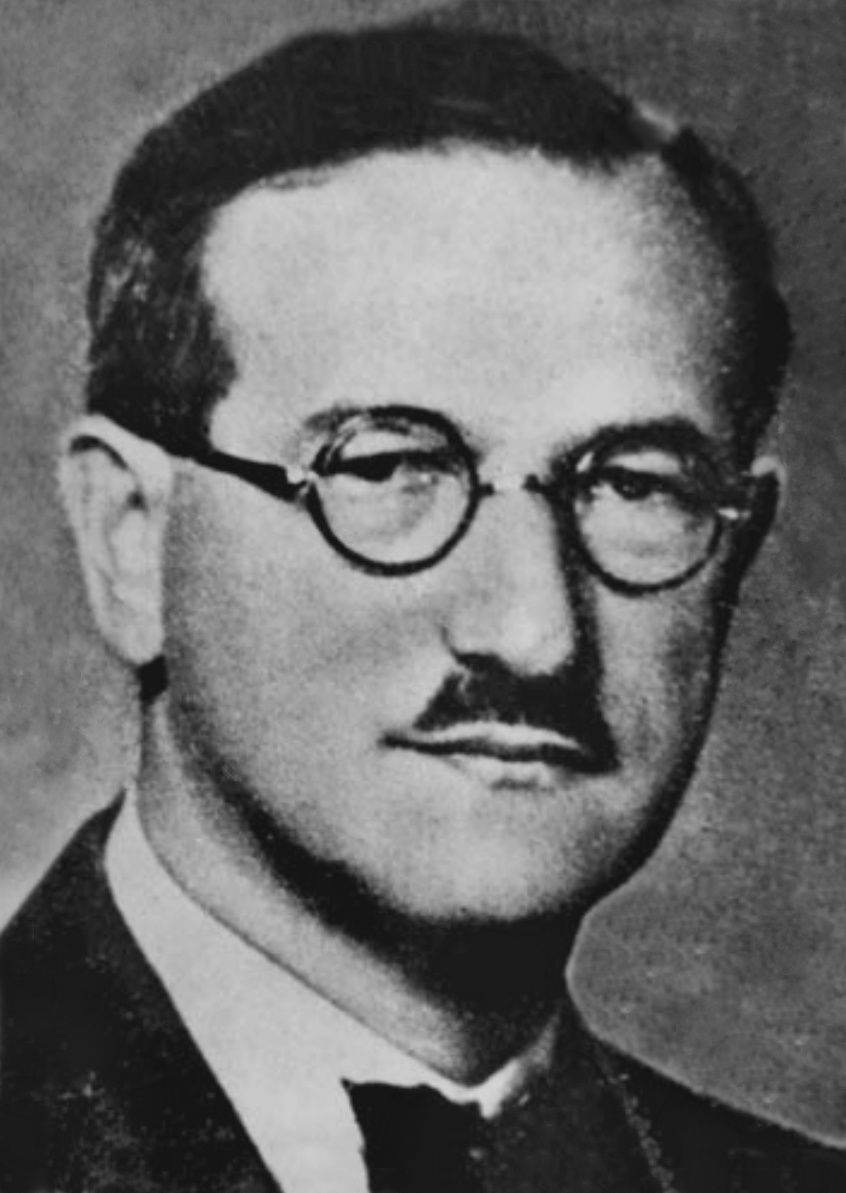
František Drašner
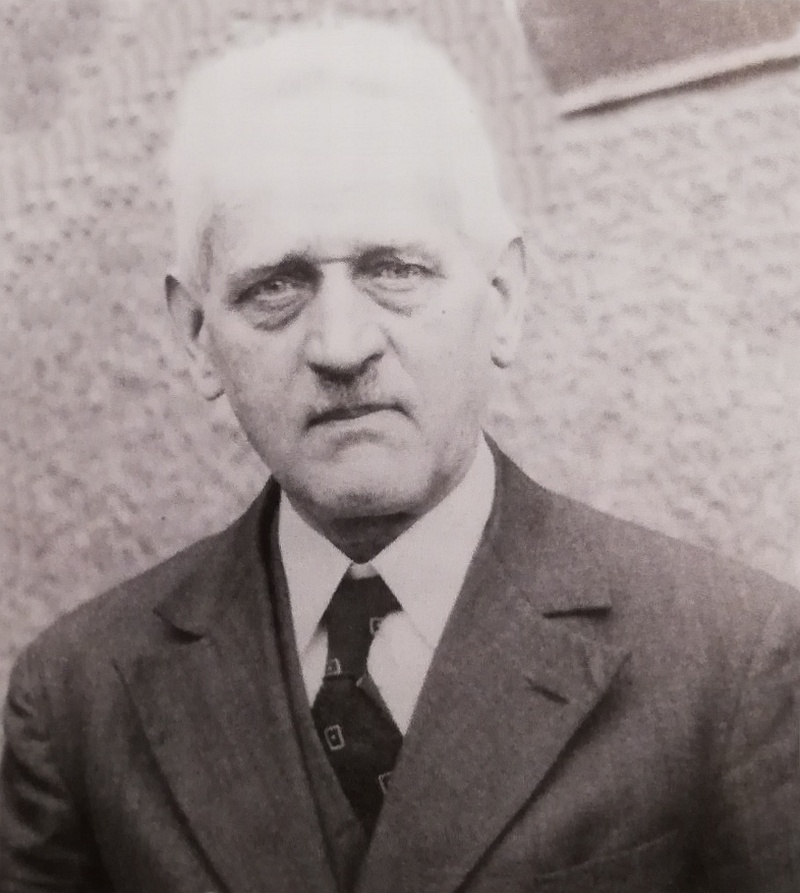
Josef Čejka
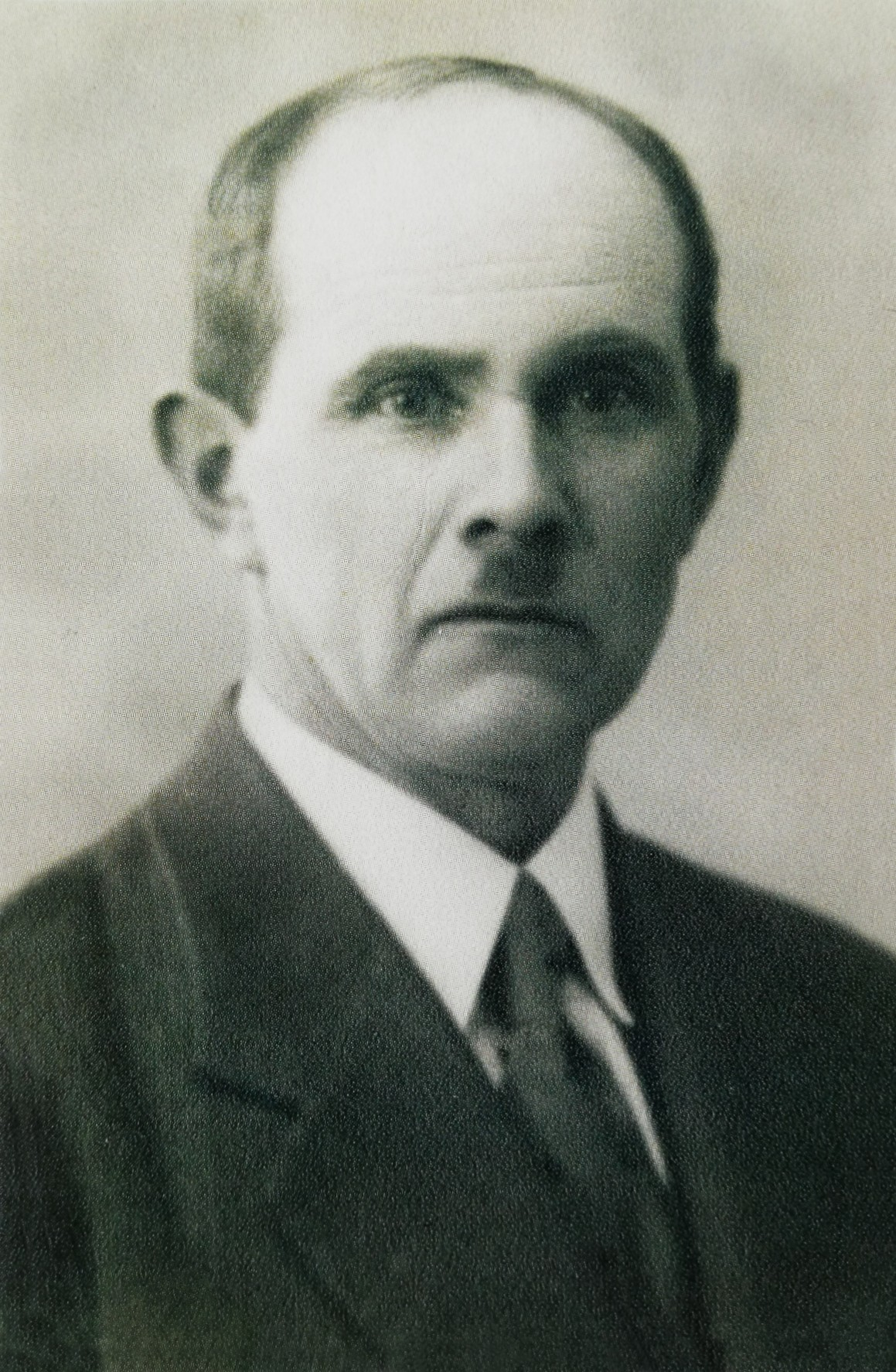
Jan Šourek